# Citroën 45
Le Citroën Type 45 est un modèle de camion de la marque Citroën, fabriqué pendant vingt ans, de 1934 à 1954. Il sera remplacé par le Type 55.

## Histoire
Tandis que les camions type 23, type 29, et type 32 sont équipés de moteurs dérivés des voitures de tourisme type Rosalie ou Traction Avant, le type 45 sort en 1934 avec un moteur à essence spécifique, de 6 cylindres en ligne, et un châssis permettant une charge utile de 3,5 tonnes en version courte. Une version longue de 4,5 tonnes[réf. souhaitée] est ensuite proposée. 
Un moteur Diesel de 12 chevaux fiscaux est ensuite présenté[réf. souhaitée].
Le châssis court ou long sera également employé pour d'autres versions.        
- Type 45 S, Autocar 33 places, équipant entre autres le réseau des Transports Citroën en 1948[réf. nécessaire]
- Type 45 D, tracteur routier Diesel pour semi-remorque[réf. nécessaire]
- Type 45 U, fourgon pompe-tonne d'incendie[réf. nécessaire]

Toutes sortes de carrosseries pouvaient être adaptées sur le châssis court ou long : châssis cabine nu, plateau nu, plateau à ridelles bâché, fourgon, tracteur routier semi-remorque, autocar, fourgon FPT incendie, benne basculante entrepreneur, dépanneuse, bétaillière, etc.[réf. souhaitée]. Pendant la Seconde guerre mondiale, il pourra même être équipé d'un gazomètre placé côté gauche derrière la cabine en version plateau avec ridelles et fourgeon[Quoi ?], livré d'usine - version 45 G[réf. souhaitée].
Le type 45 est initialement ignoré par l'Armée française, qui n'en commande de grandes quantités qu'après la déclaration de guerre. Ce camion est retenu parmi les productions de guerre, avec 1 000 exemplaires à fabriquer par mois en théorie, (en pratique ce sera environ 500-600). Le premier exemplaire sort en septembre 1939 et plus de 4 000 sont livrés avant la fin de la bataille de France, principalement en version bâchée sur châssis court. Le Service géographique de l'armée passe commande d'une centaine d'exemplaires tandis que l'armée de l'Air reçoit des type 45 comme fourgon de transmissions radio aériennes (équipement Thomson-Houston, au moins 10 livrés) et véhicule d'éclairage de terrain (type 45 S, éclairage BBT, 100 commandés et au moins 20 livrés),. La réquisition de camions civils complète ce parc,,.
La Wehrmacht, ayant saisi à son arrivée à Paris l'usine du quai de Javel, produit plus de 18 500 exemplaires de 1941 à 1945.
Très robuste, le Citroën Type 45 est d'un grand succès à l'exportation et dans toutes les colonies françaises[réf. nécessaire]. Les entreprises de déménagements sont très souvent équipées de ces engins, en fourgon à deux essieux et châssis long ou avec tracteur routier et semi-remorque[réf. nécessaire].     
Il dispose d'une charge utile de 3 500 kg, pour un poids en ordre de marche de 4 100 kg. Il peut atteindre la vitesse de 60 ou 80 km/h.